# Camilia Blereau
Camilia Blereau (Mechelen, 24 februari 1952) is een Belgisch actrice.

## Loopbaan
Camilia Blereau was van augustus 1975 tot en met juli 1998 vast verbonden aan de Koninklijke Nederlandse Schouwburg (KNS) te Antwerpen, waar ze in 76 stukken speelde. Vanaf augustus 1998 tot en met juni 2000 speelde ze bij het Toneelhuis (eveneens in Antwerpen) en in 2002 werkte ze bij Het Nationale Toneel in Den Haag. Vanaf 2003 stond ze meermaals op de planken van het Raamtheater.
Ze werkte met regisseurs als Walter Tillemans, Leo Madder, Herman Fabri, Senne Rouffaer, Peter Kupcke, Martin Van Zundert, C.G. Kaiser, Karst Woudstra, Albert Lubbers, Warre Borgmans, Luk Perceval en Sam Bogaerts.
In 2011 had ze een rol in de soap Familie. Een van haar bekendste rollen was die van Georgette Muys in Lili en Marleen, die ze vertolkte tussen 2003 en 2010.

## Televisie
- Meester, hij begint weer! (1985) - als Danielle
- Ramona (1991) - als Carla Baas
- Familie (1992-1993) - als Annemie Van Lierde
- Meester! (1993) - als Renée Baermakers
- De Kotmadam (1993) - als Gaby Blomme
- Gaston Berghmans Show (1994) - verschillende rollen
- Niet voor publikatie (1994-1995) - als Danielle Polspoel
- Typisch Chris (1995) - als Wivina Smekens
- Buiten De Zone (1996) - als Rita
- Heterdaad (1996) - als poetsvrouw Annie
- Over de liefde (1997) - als vrouw
- Over de liefde (1997) - als verpleegster
- Samson en Gert (1997) - als gravin van Asseldelft
- De Raf & Ronny Show (1998) - als Colette
- Deman (1998) - als Julie Franssen
- De Jacques Vermeire Show (1998) - verschillende rollen
- Hof van Assisen (1998) - als Christina Simons
- F.C. De Kampioenen (1998, 2011) - als Bertha Boma
- 2 Straten verder (1999) - verschillende rollen
- Pa heeft een lief (2000) - als Brenda
- Verschoten & Zoon (2000) - als Yvette
- Samson en Gert (2000) - als mevrouw Hagelslag
- Thuis (2000) - als burgemeester
- Café Majestic (2000-2003) - als Jenny
- Big & Betsy (2001) - als mevrouw De Rijke
- De Vermeire Explosion (2001) - als Suzy Hendrickx
- Samson en Gert (2001) - als mevrouw Goedgeroken
- Chris & Co (2001) - verschillende rollen
- Flikken (2001) - als Nicky
- Stille Waters (2001-2002) - als moeder van Jana
- Dennis (2002) - als verpleegster
- Brussel Nieuwsstraat (2002) - verschillende rollen
- W817 (2002) - als Rita Mertens
- Sedes & Belli (2003) - als directrice
- De Kotmadam (2003) - als Irma
- Lili en Marleen (2003, 2006-2007, 2009-2010) - als Georgette Muys
- Thuis (2004) - als Madeleine Rousseau
- Rupel (2004) - als Mariette
- De perfecte moord (2004) - als secretaresse
- Witse (2004) - als Alwina Mertens
- De Wet volgens Milo (2005) - als mevrouw Albrechts
- En daarmee basta! (2005) - als tante Zulma
- Kinderen van Dewindt (2005-2009) - als Rita Dewindt-Stekene
- Flikken (2006) - als Liliane Demeester
- Spring (2006-2007) - als commissaris
- Spoed (2007) - als Cécile Naegels
- Kaat & co (2006-2007) - als Diane Vercruyssen
- Katarakt (2008) - als Julia
- Grappa (2008) - als lerares
- Grappa (2008) - als waarzegster
- Grappa (2008) - als rokster
- Amika (2008) - Chris Bogaerts
- De Smaak van De Keyser (2008) - als Germaine Sergooris
- Aspe (2008-2011) - als Wivina Lansier
- Code 37 (2009) - als Alberte Blondeel
- David (2009-2010) - als oma Klaerhout
- Goesting (2010) - als Magda
- Zone Stad (2010) - als Miranda Kuipers
- De Rodenburgs (2009-2010) - als Margriet Van de Pas
- K3 en het Wensspel (2010) - als oma
- Witse (2010) - als Sil Kempeneers
- Ella (2010-2011) - als moeder van Nicolas
- Rang 1 (2011) - als moeder van Lydia
- Familie (2011) - als Myriam Beynens
- Danni Lowinski (2012) - als Madeleine Swartenbroeckx
- Quiz Me Quick (2012) - als Laurence
- Crimi Clowns (2012) - als hoofdverpleegster
- Loslopend wild (2012-2022) - verschillende rollen
- Crème de la Crème (2013) - als Magdalena 'Magda' Van Endert
- Binnenstebuiten (2013) - als Irène De Munter
- Connie & Clyde (2013) - als Lydia
- Lang Leve... (2013) - als directrice van het internaat
- Lang Leve... (2013) - als jurylid van het Conservatorium van Antwerpen
- Ontspoord (2013) - als oma Lydia
- Amateurs (2014) - als Lydia
- Lang Leve... (2014) - als vroedvrouw
- Thuis (2014-2016) - als Hélène Symons
- De Kotmadam (2016) - als mevrouw Goveris
- Gent-West (2017) - als Geraldine
- Sthlm Rekviem (2018) - als Meira Schenck
- Zijn Daar Geen Beelden Van? (2022) - verschillende rollen
- Fils de (2022) - als Reinhilde Reynaerts
- Kameleon (2024) - als Mrs. Creep
- Milo (2024) - als Linda
- Sterregem (2024) - als zichzelf

## Films
- Hobson's dochters (1974) - als Alice Hobson
- Kasper in de onderwereld (1979)
- Mijn vriend (1979) - als Floorke Vannoote
- De konsul (1981) - als Augustine
- Een familie (1981) - als Paula Barrett
- Het souper (1983)
- Het gezin van Paemel (1986) - als Danielle
- Paniekzaaiers (1986) - als non
- Dagboek van een oude dwaas (1988)
- A Helping Hand (1989)
- Late Zomer (1990) - als Agnes
- Open en bloot (1991) - als Sylvia Ramant
- Boys (1991) - als mevrouw De Schepper
- Max (1994) - als Josette
- Alles moet weg (1996) - als madame Verbiest
- Oesje! (1997) - als Julienne
- Saint Amour (2001) - als ambtenares
- Pauline & Paulette (2001) - als slagersvrouw
- Confituur (2004) - als klant
- Buitenspel (2005) - als mevrouw van de Winckel
- Firmin (2007) - als Myriam
- Ik laat U niet alleen (2007) - als Maria
- Man zkt vrouw (2007) - als Colette
- Hotel op stelten (2008) - als klagende dame
- Blinker en de Blixvaten (2008) - als receptioniste
- K3 Bengeltjes (2012) - als receptioniste
- Het vonnis (2013) - als Jeanine De Meuter
- Monsters University (2013) - als Dean Hardscrabble (stem)
- Hikikomori (2016) - als Lea De Hert
- Chocolate (2017) - als Gerda
- De Collega's 2.0 (2018) - als moeder van Alexander
- De Laatste Dagen (2019) - als Maria De Schutter
- Vlaamse Flikken (2020) - Ingrid Van Hecke
- Mijn vader is een saucisse (2021) - als oma
- H4Z4RD (2022) - als barvrouw Julienne
- De zonen van Van As - De cross (2022) - als Hilda de Smedt

## Overige
- Blereau verdient bij als gids voor scholen in de Haven van Antwerpen.